# ویلفرد پویس
ویلفرد پویس (به انگلیسی: Wilfried Puis) بازیکن فوتبال اهل بلژیک و عضو تیم ملی فوتبال بلژیک است که در تاریخ ۱۳ مه ۱۹۶۲ میلادی اولین بازی ملی‌اش را مقابل تیم ملی فوتبال ایتالیا انجام داد. او در ۴۹ بازی ملی حضور داشت و جمعاً ۴۲۷۰ دقیقه برای تیم ملی فوتبال بلژیک به میدان رفت. ویلفرد پویس آخرین بازی ملی خود را در تاریخ ۲۷ سپتامبر ۱۹۷۵ میلادی در برابر تیم ملی فوتبال جمهوری دمکراتیک آلمان انجام داد. وی در بازی‌های ملی‌اش ۹ گل به ثمر رساند.